# 完全関手
ホモロジー代数において、完全関手とは完全列を保存する関手のことをいう。完全関手は対象の表現にそのまま適用できるため便利である。ホモロジー代数の多くの研究は、完全関手にはならないがその不完全さを制御できる関手を扱うためのものである。

## 定義
PとQをアーベル圏とし、F: P→Qを共変加法的関手(すなわち、とくに、F(0)=0である)とする。
0→A→B→C→0
をPの対象からなる短完全列とする。
このとき、Fは
- F(A)→F(B)→F(C) が完全列となるとき半完全という。これは位相的半完全関手（英語版）の概念と似ている。
- 0→F(A)→F(B)→F(C) が完全列となるとき左完全という。
- F(A)→F(B)→F(C)→0 が完全列となるとき右完全という。
- 0→F(A)→F(B)→F(C)→0 が完全列となるとき完全という。

GがPからQへの反変加法的関手であるときも同様の定義が可能であり、Gは
- G(C)→G(B)→G(A) が完全列となるとき半完全という。
- 0→G(C)→G(B)→G(A) が完全列となるとき左完全という。
- G(C)→G(B)→G(A)→0 が完全列となるとき右完全という。
- 0→G(C)→G(B)→G(A)→0 が完全列となるとき完全という。

完全列が保存されるためには、0→A→B→C→0 が短完全列であること全てを考える必要はなくて、一部が完全であることだけが必要である。以下は全て上の定義と同値となる。
- 0→A→B→C が完全列であるならば 0→F(A)→F(B)→F(C) も完全列となるとき、Fは左完全であるという。
- A→B→C→0 が完全列であるならば F(A)→F(B)→F(C)→0 も完全列となるとき、Fは右完全であるという。
- A→B→C が完全列であるならば F(A)→F(B)→F(C) も完全列となるとき、Fは完全であるという。
- A→B→C→0 が完全列であるならば 0→G(C)→G(B)→G(A) も完全列となるとき、Gは左完全であるという。
- 0→A→B→C が完全列であるならば G(C)→G(B)→G(A)→0 も完全列となるとき、Gは右完全であるという。
- A→B→C が完全列であるならば G(C)→G(B)→G(A) も完全列となるとき、Gは完全であるという。

## 例
アーベル圏の全ての同値や双対は完全である。
もっとも基本的な例として、Hom関手は左完全である。すなわち、Aをアーベル圏とし、Aをその対象とするとき、FA(X) = HomA(A,X) はAからアーベル群の圏Abへの共変左完全関手を定める。この関手FAはAが射影的対象であるとき、またそのときに限り完全関手となる。関手GA(X) = HomA(X,A) は反変左完全関手であり、Aが入射的対象であるとき、またそのときに限り完全関手となる。
kを体、Vをk上の線形空間とし、V* = Homk(V,k) と書く。これはk線形空間の圏からそれ自身への反変完全関手となる。(完全性はkが入射的k加群であることと上のことから分かる。他の方法として、すべてのk線形空間の短完全列は分裂し、加法的関手は分裂系列を分裂系列にうつすことからも分かる)
Xを位相空間とし、X上のアーベル群の層を考える。各層Fに大域切断 F(X) を対応させる関手は左完全である。
Rを環とし、Tを右R加群とする。全てのR加群からなるアーベル圏からAbへの関手HTをR上のテンソル積で定める。すなわち、HT(X) = T ⊗ X とする。これは共変右完全関手であり、Tが平坦であるとき、またそのときのみ完全関手である。
AとBをアーベル圏とし、AからBへの関手を対象とする関手圏BAを考える。Aの対象Aが与えられたとき、Aにおける評価関手EA は BA から B への関手であり、完全関手である。

## 性質と定理
共変関手(加法的である必要はない)が左完全であるのは、有限極限を有限極限にうつすときであり、またそのときに限る。同様に右完全であるのは、有限余極限を有限余極限にうつすときであり、そのときに限る。反変関手が左完全であるのは、有限余極限を有限極限にうつすときであり、そのときに限る。同様に右完全であるのは、有限極限を有限余極限にうつすときであり、そのときに限る。関手が完全であるのは左完全かつ右完全のときであり、そのときに限る。
左完全関手の完全関手にならなさの度合いは右導来関手で測ることができる。同様に右完全関手の場合は左導来関手で測ることができる。
次の事実があるため、左完全関手と右完全関手はありふれた概念である。関手Fが関手Gの左随伴であるならば、Fは右完全であり、Gは左完全である。

## 一般化
SGA4, tome I, section 1 では左(右)完全関手の概念は、アーベル圏だけではなく一般の圏において定義されている。その定義は
Cを有限射影(resp. 入射)極限を持つ圏とする。このとき、Cから他の圏C′への関手 u が左(resp. 右)完全であるとは、射影(resp. 入射)極限と可換であることをいう。
抽象的であるにもかかわらず、この一般の定義は役に立つ結果を与える。例えば、1.8章で、Grothendieckは圏Cがある簡単な条件を満たすとき、関手がpro-representableであることと、左完全であることが同値であることを示している。

## 注
1. ↑  Jacobson (2009), p. 98, Theorem 3.1.
2. ↑  Jacobson (2009), p. 149, Prop. 3.9.
3. ↑  Jacobson (2009), p. 99, Theorem 3.1.
4. ↑  Jacobson (2009), p. 156.

## 参照
- Jacobson, Nathan (2009). Basic algebra. 2 (2nd ed.). Dover. ISBN 978-0-486-47187-7